# 51-й отдельный танковый батальон 7-й армии
51-й отдельный танковый батальон — воинское соединение Вооружённых сил СССР в Великой Отечественной войне

## История
Батальон сформирован под Петрозаводском из остатков 2-го танкового полка (1-го формирования) 1-й танковой дивизии
В действующей армии с 01.09.1941 по 20.12.1941.
Участвовал в обороне Петрозаводска, по-видимому был уничтожен.

## Полное название
51-й отдельный танковый батальон

## Подчинение
| Дата            | Фронт (округ)    | Армия     | Корпус | Дивизия | Примечания                                                            |
| --------------- | ---------------- | --------- | ------ | ------- | --------------------------------------------------------------------- |
| 01.09.1941 года | Карельский фронт | 7-я армия | -      | -       | по состоянию на 29.09.1941 года входил в подчинение Северного фронта. |
| 01.10.1941 года | -                | -         | -      | -       | нет данных                                                            |
| 10.11.1941 года | -                | -         | -      | -       | нет данных                                                            |
| 01.12.1941 года | -                | -         | -      | -       | нет данных                                                            |